# Heinrich Wilhelm Kruse
Heinrich Wilhelm Kruse (* 4. August 1931 in Hamburg; † 2. Juni 2019 ebenda) war ein ordentlicher Professor für Steuerrecht an der Ruhr-Universität Bochum.

## Leben
Nach dem Abitur im Christianeum in Hamburg studierte er in Hamburg und München und legte dort 1955 sein Erstes Juristisches Staatsexamen ab. Sein akademischer Lehrer war Carl Böttcher, bei dem er im Jahr 1957 mit dem Thema „Was kann im Steuerrecht unter ‚folgerichtiger Entscheidung‘ verstanden werden?“ zum Dr. iur. promoviert wurde. Das Zweite Juristische Staatsexamen bestand er 1960 in Hamburg und trat sodann in die Hamburger Finanzverwaltung ein. Später wurde Kruse bei Heinz Paulick in Würzburg mit der Schrift „Grundsätze ordnungsgemäßer Buchführung – Rechtsnatur und Bestimmung“ habilitiert, die in drei Auflagen erschien. Er war ab 1971 nahezu 25 Jahre lang Inhaber des Lehrstuhls für Steuerrecht an der Ruhr-Universität Bochum, bis ihm 1996 Roman Seer nachfolgte. Kruse hat in dieser Zeit 51 erfolgreiche Doktoranden begleitet.
Die Forschungsbereiche von Kruse reichten von der Methodenlehre über das Verfassungsrecht und die Rechtsgeschichte bis hin zum Handelsrecht. Im Zentrum seiner Forschungen stand jedoch das Steuerrecht.
Seit 1961/1963 publizierte er gemeinsam mit Klaus Tipke den wohl bekanntesten Kommentar zur Reichsabgabenordnung/Abgabenordnung („Tipke/Kruse“). Er war Vorsitzender der Deutschen Steuerjuristischen Gesellschaft e. V. Ferner war Kruse von 1994 bis 2002 als Mitglied der Nordelbischen Evangelisch-Lutherischen Kirche Vorsitzender des Synodalausschusses für kirchensteuerberechtigte Körperschaften. Kruse war Mitglied des Kuratoriums der Esche Schümann Commichau Stiftung.

## Nachweise
1. ↑  Druen, Klaus-Dieter, Heinrich Wilhelm Kruse zum 80sten Geburtstag, DStR 2011, S. 1445.